# Noa-Lynn van Leuven
Noa-Lynn van Leuven (Heemskerk, 27 september 1996) is een Nederlands dartster die uitkomt voor de PDC. Van Leuven schreef in 2024 geschiedenis door als eerste vrouw een PDC Challenge Tour te winnen. Ze won Challenge Tour 5 door in de finale met 5-2 te winnen van Tytus Kanik.

## Carrière
Van Leuven won in 2022 haar eerste NDB-toernooi door in de finale van de Open Rotterdam met 5-0 te winnen van Lerena Rietbergen. Datzelfde jaar maakte ze haar debuut op de PDC Women’s Series.
In 2023 haalde Van Leuven haar eerste finale op een Women’s Series toernooi. Hierin verloor ze 0-5 van Beau Greaves. Daarmee wist ze zich wel te plaatsen voor de Women's World Matchplay 2023. Hierin verloor ze in de kwartfinale opnieuw van Greaves, met 0-4. 
Bij de WDF won Van Leuven in 2023 haar eerste ranking toernooi. Ze won de Denmark Open door Irina Armstrong met 5-2 te verslaan in de finale. Daarmee plaatste ze zich meteen voor het WDF Wereldkampioenschap van 2024 waar ze in december haar debuut zal maken.
Later in 2023 won Van Leuven ook de Belgium Open, Malta Masters en Malta Open bij de WDF.
Op de Dutch Open haalde Van Leuven in 2023 de halve finale, waarin ze verloor van Aileen de Graaf. In 2024 haalde ze opnieuw de halve finales maar verloor dit keer van Beau Greaves.
Op 23 maart 2024 won Van Leuven voor het eerst een toernooi op de PDC Women's Series. Niet eerder zegevierde een Nederlander op zo'n event. Katie Sheldon werd met een uitslag van 5-2 gepasseerd in de finale. In april van dat jaar won Van Leuven een tweede Women's Series-toernooi. Ditmaal werd Beau Greaves in de finale verslagen.
Op 2 juni 2024 werd Van Leuven Nederlands kampioen nadat ze in de finale van het NK met 5-3 won van Aileen de Graaf.
Op 25 maart 2024 werd bekend dat collega-darters Anca Zijlstra en Aileen de Graaf, zich terugtrokken uit het Nederlandse team dat uitkomt in de dames categorie omdat Van Leuven transvrouw is en er daarom geen sprake is van ‘een gelijkwaardig en eerlijk speelveld, dat naar eer en geweten ook zo gehanteerd en geaccepteerd wordt' Het gaat De Graaf er niet om dat Van Leuven transvrouw is maar dat de regels het meespelen van een biologische man in de damescategorie toelaten. De Nederlandse Darts Bond reageerde met een statement, waarin de bond het belang van een veilig klimaat voor iedereen benadrukte, ondanks afkomst, politieke voorkeur, geslacht, seksuele geaardheid, ras of religie. Volgens de dartsbond is Van Leuven normaal speelgerechtigd in de damescategorie, omdat ze aan alle gestelde eisen voldeed. Volgens de NDB is het toelatingsbeleid er op gebaseerd dat de dartsport geen bijzondere eisen aan het fysieke stelt. De NDB wijst op de eigen  regels, die van de sportkoepel NOC*NSF en de algemene richtlijn Transgender Athlete Policy van de WDF. Noch in de eigen regels, noch in die van de WDF is dit argument echter opgenomen. Hoofdregel is dat iemand die in een transitiefase zit, kan meespelen in de categorie van het nagestreefde gender als er langer dan een jaar hormoontherapie is gevolgd.
Op 11 augustus en 19 oktober 2024 won Van Leuven weer toernooien op de PDC Women's Series. Van Leuvens gemiddelde van 109,64 in de finale van laatstgenoemde datum was het hoogste moyenne op de Women's Series tot dan toe. Van Leuven eindigde dit jaar als tweede op de ranglijst van het vrouwencircuit en plaatste zich daarmee voor zowel de Grand Slam of Darts 2024 als het PDC World Darts Championship 2025.
Op 28 juli 2025 maakte Dartsbond WDF bekend dat het geen trans vrouwen meer toe laat op vrouwentoernooien.  Dit besluit is een gevolg van een stemming tijdens de algemene vergadering van de WDF op 8 September 2024 om alleen personen toe te laten die geboren zijn als vrouw. Hierbij stemde de Nederlandse Dart Bond overigens tegen het voorstel.

## Resultaten op Wereldkampioenschappen

### PDC
- 2025: Laatste 96 (verloren van Kevin Doets met 1–3)

### WDF

#### World Cup
- 2023: Halve finale (verloren van Beau Greaves met 2–6)

## Resultaten op de World Matchplay

### PDC Women’s
- 2023: Kwartfinale (verloren van Beau Greaves met 0–4)
- 2024: Kwartfinale (verloren van Mikuru Suzuki met 2–4)
- 2025: Halve finale (verloren van Fallon Sherrock met 4–5)